# Константиновский, Майлен Аронович
Майле́н Аро́нович Константи́новский (1 мая 1926, Ташкент — 19 июля 2002, Москва) — русский детский писатель и драматург, популяризатор науки.

## Биография
Родился в г. Ташкент в семье военнослужащего и медика.
В 1949 году окончил Ленинградское высшее инженерное морское училище имени адмирала С. О. Макарова (ЛВИМУ), радиоинженер. Работал в НИИ, ходил в рейсы на научно-исследовательских судах, в том числе судах Акустического института АН СССР «Сергей Вавилов» и «Пётр Лебедев».
Печатался как журналист с 1950 г. (газета Краснознамённого Балтийского Флота «Страж Балтики»), с 1962 г. писал заметки в журналы «Знание — сила» и «Наука и жизнь». С 1963 г. начал писать научно-популярные книги для детей.
Создал знаменитый цикл детских радиопередач КОАПП (Комитет Охраны Авторских Прав Природы) о науке бионике, с огромным успехом шедший в 1960 и 1970 годы. Сценарии-пьесы КОАПП живо, легко, с потрясающим остроумием знакомили детей со сложными и интересными явлениями живой природы, представляющими интерес для науки и техники. Главными действующими лицами передачи были животные (Кашалот, Мартышка, Гепард, Сова, Птица-секретарь и другие) и Человек. Майлен Константиновский получал огромное количество писем от юных радиослушателей, порой для ответа на них ему «приходилось проводить вечера в Ленинке. Потом привлекли биологов, которые занимались ответами». В 1984—1990 годах на творческом объединении «Экран» снят сериал из 18 кукольных мультфильмов по мотивам произведений М. Константиновского (в упрощённой, адаптированной для дошкольников версии).
В 1998 году за серию радиопьес КОАПП ему была присуждена Государственная премия России. В 2000—2001 годах был сценаристом телеверсии КОАПП на канале ОРТ, в которой в роли животных были известные артисты. Было выпущено 16 серий. На вручении телевизионной премии ТЭФИ в 2001 году КОАПП был признан лучшим в номинации «Программа для детей». После смерти Майлена Константиновского производство программы прекратилось.
Майлен Аронович Константиновский похоронен на Новодевичьем кладбище г. Москвы. На тёмной плите надгробия в светлом квадрате начертана аббревиатура КОАПП и помещено изображение Птицы-секретаря, которая исполняла функции непременного секретаря «Комитета Охраны Авторских Прав Природы», издавая возглас «Коапп! Коапп! Коапп!» при открытии заседания и при его закрытии.

## Произведения
- Особый камень. — М.: Детская литература, 1966
- КОАПП! КОАПП! КОАПП! В 8 вып. — М.: Искусство, 1970–1978
- Приключения морского щенка: Сказка. — М., 1973
- О том, как работает атом. — М., 1974
- Ищу себя. — М.: Знание, 1975
- Почему вода мокрая? — М., 1976
- О том как устроен атом. M., 1978
- Почему земля — магнит? — М., 1979
- Хочешь быть художником? — М., 1979
- Вот какие хитрецы! — М., 1982
- Холодно, теплее, горячо! — М., 1982, 1996
- Ищу себя: Книга о профессиях. — М., Детская литература, 1984
- Как ткани ткут и нити плетут. — М., 1984
- Пять таинственных «Ка». — М.: Искусство, 1990
- Кто рисует на экране? — М.: Малыш, 1991
- Кошмарное преступление в курятнике. — Донецк: Сталкер, 1998
- Кто похитил полдублёнки? — Донецк: Сталкер, 1998
- Сказки КОАППовского леса. — М.: Искатель, 1998.

По произведениям Константиновского поставлено 18 мультфильмов (1984—1989 гг.), записаны грампластинки, вышли научно-популярные кинофильмы «Без опоры и без трения» (1965 г.), «Украли зебру» (1982 г.), «Зооконференция по разоружению» (1991 г.).